# Anastassija Walerjewna Fessikowa
Anastassija Walerjewna Fessikowa (russisch Анастаси́я Вале́рьевна Фе́сикова, Geburtsname Sujewa (Зуева), wiss. Transliteration Anastasija Valer'evna Zueva; * 8. Mai 1990 in Woskressensk) ist eine russische Schwimmerin.

## Werdegang
Das erste Mal schwamm Fessikowa sich am 19. Februar 2008 ins internationale Blickfeld, als sie bei den russischen Schwimmmeisterschaften in St. Petersburg mit neuem Europarekord gewann.
Knapp zwei Monate später, bei den Europameisterschaften in Eindhoven gewann sie über 100 m Rücken die Goldmedaille und drückte ihre Bestmarke um weitere 23 Hundertstel. Außerdem wurde sie mit neuer Europarekordzeit Europameisterin über 50 m Rücken und jeweils Vizeeuropameisterin über die 200 m Rücken und mit der 4 × 100-m-Lagenstaffel.
Bei den Olympischen Sommerspielen 2008 in Peking ist sie über die 100 und 200 m Rücken angetreten.
Im Jahr 2013 heiratete sie den russischen Schwimmer Sergei Fessikow.